# Oligotylus yavapaiensis
Oligotylus yavapaiensis är en insektsart som beskrevs av Schuh 2000. Oligotylus yavapaiensis ingår i släktet Oligotylus och familjen ängsskinnbaggar. Inga underarter finns listade i Catalogue of Life.